# Maxville (Wisconsin)
Maxville es un pueblo ubicado en el condado de Buffalo en el estado estadounidense de Wisconsin. En el Censo de 2010 tenía una población de 309 habitantes y una densidad poblacional de 2,79 personas por km².

## Geografía
Maxville se encuentra ubicado en las coordenadas 44°33′21″N 91°59′7″O / 44.55583, -91.98528. Según la Oficina del Censo de los Estados Unidos, Maxville tiene una superficie total de 110.7 km², de la cual 106.28 km² corresponden a tierra firme y (4%) 4.42 km² es agua.

## Demografía
Según el censo de 2010, había 309 personas residiendo en Maxville. La densidad de población era de 2,79 hab./km². De los 309 habitantes, Maxville estaba compuesto por el 99.68% blancos, el 0% eran afroamericanos, el 0% eran amerindios, el 0% eran asiáticos, el 0% eran isleños del Pacífico, el 0% eran de otras razas y el 0.32% pertenecían a dos o más razas. Del total de la población el 2.91% eran hispanos o latinos de cualquier raza.